# Lemselo
Lemselo (52° 20′ N, 6° 54′ L) é uma cidade dos Países Baixos, na província de Overijssel. Lemselo pertence ao município de Dinkelland, e está situada a 3 km, a noroeste de Oldenzaal.
A área de Lemselo, que também inclui as partes periféricas da cidade, bem como a zona rural circundante, tem uma população estimada em 440 habitantes.